# Icy Strait
De Icy Strait is een zeestraat in de Alexanderarchipel in de Alaska Panhandle in het zuidoosten van Alaska in de Verenigde Staten. De zeestraat is onderdeel van de Inside Passage.

## Geografie
Icy Strait scheidt Chichagof Island in het zuiden en het vasteland van Alaska in het noorden. De zeestraat is 64 kilometer lang, van de westkant bij de kruising van Cross Sound met Glacier Bay tot de oostkant bij Chatham Strait en het Lynn Canal. De twee grootste eilanden in de zeestraat zijn Pleasant Island en Lemesurier Island. De Cross Sound mondt uit op de Golf van Alaska.
Cape Spencer Light is een belangrijke voormalige vuurtoren en is nog steeds een actieve hulp bij de navigatie.
De nabijgelegen cruiseschipbestemming Icy Strait Point is vernoemd naar Icy Strait.

## Biogeografie
De zeestraat ligt in de mariene ecoregio Noord-Amerikaans Pacifisch Fjordland met zeeleven dat houdt van gematigde temperaturen.
- Library of Congress Control Number: sh91003723
- Nationale Bibliotheek van Israël: 987007532109605171